# فن ياباني
يغطي الفن الياباني نطاقًا واسعًا من الأساليب والوسائل، بما في ذلك الخزافة القديمة، والنحت، والرسم بالحبر، وفن الخط على الحرير والورق، ورسومات أوكييو إه، والنموذج الخشبي في الطباعة، والفخاريات، والأوريغامي، وفي الآونة الأخيرة المانغا والأنمي. لها تاريخ طويل، يمتد من بدايات السكن البشري في اليابان، في وقت ما من الألفية العاشرة قبل الميلاد، حتى الدولة الحالية.
تعرضت اليابان لغزوات مفاجئة للأفكار الجديدة أعقبتها فترات طويلة من الحد الأدنى من الاتصال مع العالم الخارجي. طور اليابانيون عبر الزمن القدرة على امتصاص هذه العناصر التي تممت تفضيلاتهم الجمالية من الحضارات الأجنبية، ومحاكاتها وأخيرًا دمجها. أُنتج أقدم فن معقد في اليابان في القرنين السابع والثامن في معرض البوذية. في القرن التاسع، عندما بدأ اليابانيون بالإعراض عن الصين وتطوير أشكال محلية من التعبير، أخذت أهمية الفنون الدنيوية تزداد، حتى ازدهرت كل من الفنون الدينية والدنيوية في أواخر القرن الخامس عشر. بعد حرب أونين (1467- 1477)، دخلت اليابان فترة من الاضطراب السياسي والاجتماعي والاقتصادي استمرت أكثر من قرن. في الدولة التي ظهرت بقيادة شوغونية توكوغاوا، لعبت الديانة المنظمة دورًا أقل أهمية بكثير في حيوات الناس، والفنون التي ظلت موجودة كانت دنيوية في المقام الأول. شهدت فترة مييجي (1868- 1912) اندفاعًا مفاجئًا في الأنماط الغربية، ما حافظ على أهميته.
الرسم هو التعبير الفني المفضل في اليابان، ويمارسه كل من الهواة والمحترفين على حد سواء. حتى العصر الحديث، كان اليابانيون يكتبون بالفرشاة بدلًا من القلم، وقد جعلهم إلمامهم بتقنيات الفرشاة حساسين لقيم الرسم وفلسفته الجمالية. مع نهضة الثقافة الشعبية في فترة إيدو، صار نمط من النماذج الخشبية شكلًا رئيسًا ونُقحت تقنياته لتنتج طبعات ملونة. وجد اليابانيون في هذه الفترة النحت وسيلة أقل تعاطفًا بكثير مع التعبير الفني، معظم المنحوتات اليابانية الضخمة مرتبط بالدين، وتضاءل استخدام الوسيلة مع تضاؤل أهمية التقاليد البوذية.
فن الخزافة اليابانية من بين أرفعها عالميًا ويتضمن أقدم التحف اليابانية المعروفة، وكان فخار التصدير الياباني صناعة رئيسة في أوقات مختلفة. فن الورنيش الياباني أيضًا واحد من الفنون والحرف الرائدة في العالم، وكانت الأعمال المُزينة بفخامة بالماكي إي تصدّر إلى أوروبا والصين، وظلت صادرات مهمة حتى القرن التاسع عشر. في العمارة، جرى التعبير بوضوح عن التفضيلات اليابانية للمواد الطبيعية والتفاعل بين المساحات الداخلية والخارجية.

## تاريخ الفن الياباني

### فن جومون
كان شعب جومون المستوطينن الأوائل لليابان (10.500 - 300 ق.م تقريبًا)، وسُميوا بهذا الاسم بسبب علامات الحبال التي زينت أسطح أوانيهم الفخارية، وكانوا من البدو الصيادين جامعي الثمار الذين مارسوا الزراعة المنظمة وبنوا مدنًا بلغ تعداد سكانها المئات إن لم يكن الآلاف. بنوا منازل بسيطة من الخشب والقش في حفر أرضية سطحية ليتزودوا بالدفء من التربة. أنتجوا أوعية تخزين خزفية مزينة بترف، وتماثيل فخارية سميت دوغو، ومجوهرات كريستالية.

#### فترة جومون المبكرة
في خلال فترة جومون المبكرة (5000- 2500 ق.م)، بدأ اكتشاف القرى ووُجدت أدوات الاستعمال اليومي العادية مثل القدور الخزفية المخصصة لغلي الماء. كان للقدور التي عُثر عليها في هذا الوقت قيعان مسطحة وتصاميم مُتقنة مصنوعة من مواد مثل الخيزران. إضافة إلى ذلك، كان من المُكتشفات الأخرى المهمة تماثيل جومون المبكرة التي ربما استخدمت لأغراض الخصوبة بسبب الأثداء والأوراك المتورمة التي أظهرتها.

#### فترة جومون الوسطى
تناقضت فترة جومون الوسطى (2500- 1500 ق.م) مع فترة جومون المبكرة من نواح عدة. انخفضت بدوية هؤلاء الناس وبدؤوا الاستقرار في القرى. اخترعوا أدوات مفيدة كانت قادرة على معالجة الطعام الذي صادوه وجمعوه ما سهّل الحياة عليهم. عبر الأعداد الكبيرة من الخزفيات السارة جماليًا التي وُجدت في هذه الفترة، من الواضح أن هذا الشعب كان يتمتع باقتصاد مستقر ووقت فراغ أكثر لصناعة المشغولات الجميلة. علاوة على ذلك، اختلف شعب فترة جومون الوسطى عن أسلافه السابقين لأنهم طوروا أوعية متعددة الوظائف، إذ أنتجوا قدورًا لتخزين الأغراض مثلًا. بدأت التزيينات على هذه الأوعية تستحيل أكثر واقعية على عكس الخزفيات من فترة جومون المبكرة. بصورة عامة، لم يزدد إنتاج الأعمال خلال هذه الفترة وحسب، بل جعلها هؤلاء الأفراد أكثر زينة وطبيعية.

#### فترة جومون الأخيرة والنهائية
في خلال فترة جومون الأخيرة والنهائية (1500- 300 ق.م)، بدأ المناخ يبرد، ما أجبرهم على الانتقال بعيدًا عن الجبال. كان مصدر الغذاء الرئيس في هذه الفترة السمك، ما جعلهم يحسنون معدات صيدهم وإمداداته. كان هذا التقدم إنجازًا مهمًا جدًا في هذه الفترة. إضافة إلى ذلك، ازداد عدد الأواني ازديادًا كبيرًا، ما قد يعني أن كل منزل كان يملك تماثيله الخاصة المعروضة فيه. على الرغم من أن أواني مختلفة وُجدت في فترة جومون الأخيرة والنهائية، وُجدت هذه القطع متضررة، ما قد يدل على أنها استُخدمت للطقوس. وأيضًا، وُجدت تماثيل تتسم بأجسادها اللحيمة وأعينها الجاحظة.

#### تماثيل دوغو
الدوغو («شكل أرضي») هي تماثيل صغيرة شبيهة بالبشر والحيوانات صُنعت في الجزء الأخير من فترة جومون. كانت تُصنع في جميع أرجاء اليابان، باستثناء أوكيناوا. ينظّر بعض الباحثين أن الدوغو كانت بمثابة صور أو دمى عن الناس، والتي تظهر نوعًا ما من السحر التعاطفي. كانت الدوغو تصنع من الصلصال، وكانت صغيرة يبلغ ارتفاعها عادة 10 إلى 30 سم. يظهر أن معظم التماثيل كانت تُشكّل في هيئة أنثى، وتمتلك أعينًا كبيرة، وخصورًا نحيلة، وأوراكًا عريضة. يعتبرها الكثيرون تمثل الإلهات. تمتع العديد منها ببطون كبيرة مرتبطة بالحمل، ما يقترح أن الجومون كانوا يعتبرون الأم إلهة.

### فن يايوي
كان شعب يايوي الموجة التالية من المهاجرين، وسُميوا تيمنًا بالمقاطعة التي وُجدت فيها بقايا مستوطناتهم للمرة الأولى في طوكيو. جلب هذا الشعب الذي وصل إلى اليابان في نحو 300 ق.م معرفته بزراعة الأرز في الأراضي الرطبة، وصناعة الأسلحة النحاسية والأجراس البرونزية (دوتاكو) والخزفيات المصنوعة على عجلة بدواسة والمشوية في الفرن.